# Eudimorphodon
Eudimorphodon ranzii
Genre
Espèce
Eudimorphodon est un genre fossile de ptérosaures ayant vécu au Trias supérieur (étages Norien au Rhétien). Selon Paleobiology Database en 2025, ce genre Eudimorphodon a deux espèces fossiles Eudimorphodon ranzii espèce type et Eudimorphodon rosenfeldi décrite vingt-deux ans plus tard. Eudimorphodon est connu à partir de plusieurs squelettes de treize collections référencées par PaleoDB, y compris de spécimens juvéniles.

## Historique
Le genre Eudimorphodon est décrit en 1973 par le paléontologue italien Rocco Zambelli (1916-2009), en même temps que l'espèce Eudimorphodon ranzii,.

### Fossiles

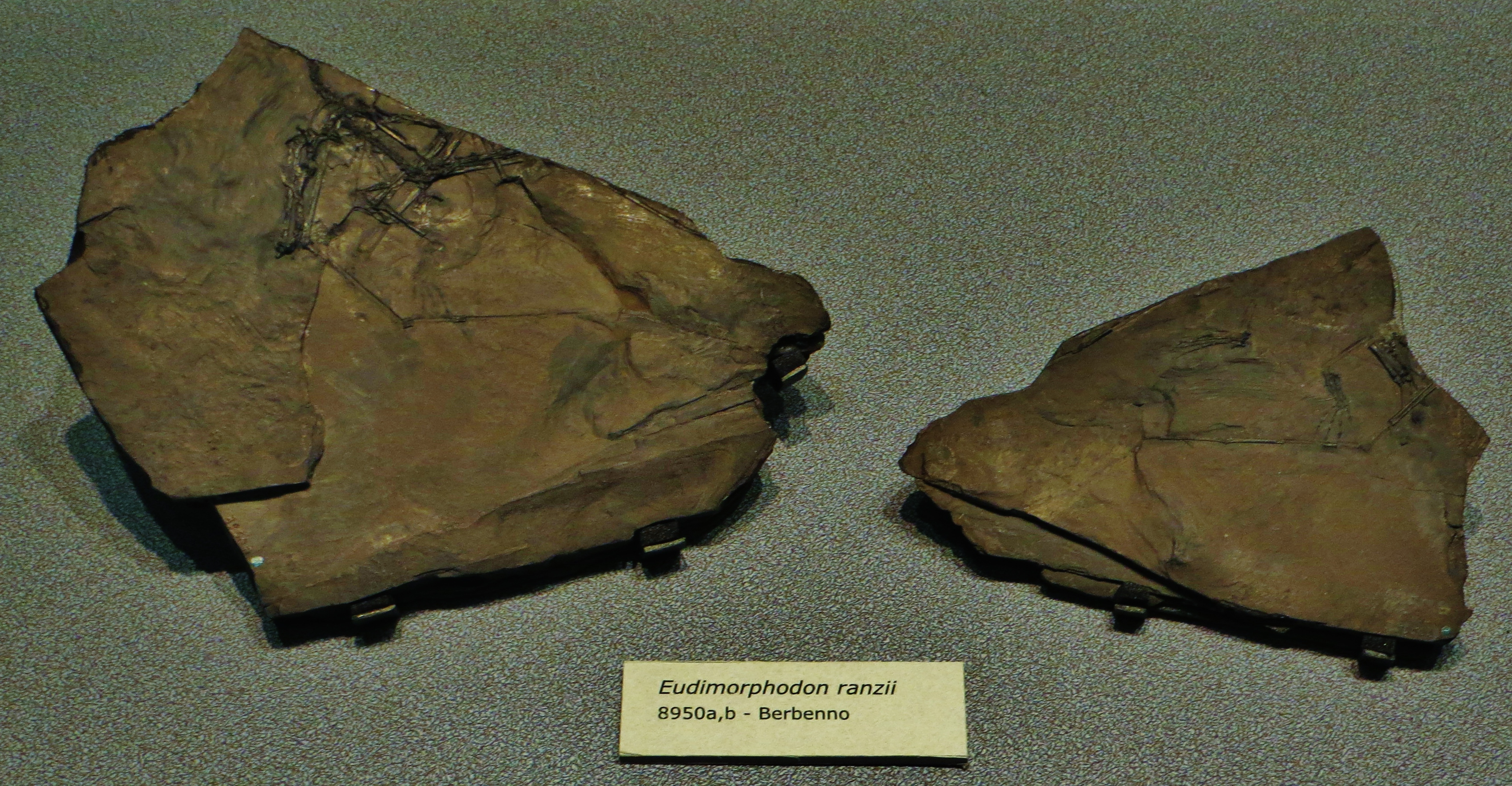
Fossiles au, specimens MCSNB 8959 a,b.

Selon Paleobiology Database en 2025, ce genre Eudimorphodon a treize collections référencées de fossiles. Ces collections sont du Norien au Rhétien du Trias supérieur, c'est-à-dire datent de 215,56 à 205,6 Ma avant notre ère,.

### Répartition
Selon Paleobiology Database en 2025, les collections référencées de ce genre Eudimorphon se répartissent en Europe dans les quatre pays suivants, deux collections en France, sept en Italie, deux au Luxembourg et deux collections en Suisse. Mais ces collections se répartissent aussi en trois collections italiennes pour l'espèce E. ranzii, une collection italienne pour l'espèce E. rosenfeldi, et neuf collections européennes d'espèce indéterminée.

### Découvertes

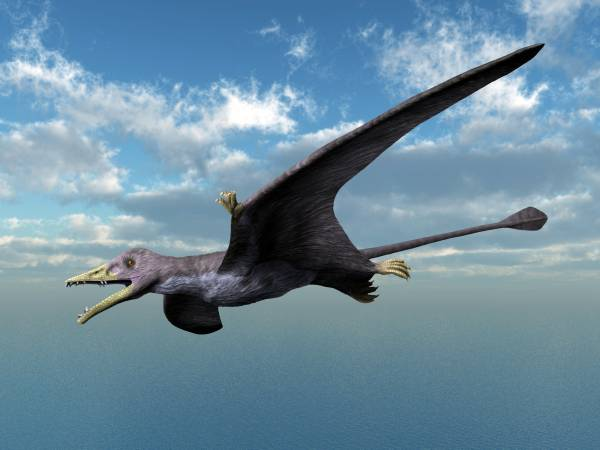
Restauration artistique de Eudimorphodon.

Le premier fossile est découvert en Italie par Mario Pandolfi en 1973, l'espèce est décrite pour la première fois par Zambelli en 1973. Elle est basée sur l'holotype MCSNB 2888. Plus tard un fossile complet est découvert en Autriche, une mâchoire au Texas[réf. nécessaire], des dents, sont attribués à ce genre, au Luxembourg.
Ce sont les plus anciens fossiles de ptérosaures connus en 2009. L'espèce a disparu au début de l'extinction du Trias-Jurassique.
Une deuxième espèce, Eudimorphodon rosenfeldi, a été nommée par Dalla Vecchia en 1995 pour deux spécimens trouvés en Italie. Cependant, une étude plus approfondie de Dalla Vecchia a révélé qu'ils représentaient en fait un genre distinct, qu'il a nommé Carniadactylus en 2009. Une troisième espèce est Eudimorphodon cromptonellus, décrite par Jenkins et ses collègues en 2001. Elle est basée sur un spécimen juvénile d'une envergure de seulement 24 centimètres, MGUH VP 3393, trouvé au début des années 90 à Jameson Land, au Groenland. Son nom spécifique honore le professeur Alfred Walter Crompton ; le nom est un diminutif car l'exemplaire est très petit. En 2015, il a été nommé comme genre distinct Arcticodactylus par Alexander Kellner. Le spécimen BSP 1994 I 51, en 2003, faisant référence à un E. ranzii, est décrite en 2015 par Kellner pour le genre Austriadraco.
En 1986, des fragments de mâchoire fossile contenant des dents à cuspides multiples ont été trouvés dans les roches du groupe Dockum dans l'ouest du Texas. Un fragment, apparemment d'une mâchoire inférieure, contenait deux dents, chacune avec cinq cuspides. Un autre fragment, d'une mâchoire supérieure, contenait également plusieurs dents à cuspides multiples. Ces découvertes sont très similaires à Eudimorphodon et peuvent être attribuées à ce genre, bien que sans meilleurs restes fossiles, il soit impossible d'en être sûr.
De nombreux fossiles ont été trouvés qui étaient autrefois attribués à Eudimorphodon, ce qui fait d'Eudimorphodon l'un des ptérosaures les plus abondants d'Italie. Aujourd'hui, ces derniers sont devenus en grande partie des genres distincts.

### Étymologie
Eudimorphodon a été formé à partir de termes de grec ancien, il peut se traduire par « vrai dimorphodonte » c'est-à-dire par « à la vraie double morphologie dentaire ». Le nom spécifique ranzii honore le professeur Silvio Ranzi.

### Famille
Le genre Eudimorphodon est classé dans les Pterosauria en 1991 par Sereno et 2014 par Andres et al., dans les Lonchognatha en 2010 par Andres et al., dans les Eudimorphodontidae en 1988 par Carroll, en 2001 par Jenkins et al. en 2003 par Wellnhofer, en 2013 par Andres & Myers, dans la famille des Campylognathoididae en 2003 par Unwin et en 2015 par Lu et al., cette dernière affectation étant celle retenue par PaleoDB.

## Liste des espèces
Selon Paleobiology Database en 2025, ce genre Eudimorphodon a deux espèces :
- † Eudimorphodon ranzii Zambelli, 1973
- † Eudimorphodon rosenfeldi Dalla Vecchia, 1995[15],[16],[2].

D'autre part l'espèce fossile †Eudimorphodon cromptonellus Jenkins, Shubin, Gatesy & Padian, 2001 est déclarée synonyme de Arcticodactylus cromptonellus, une autre espèce basale de ptérosaure.

## Description

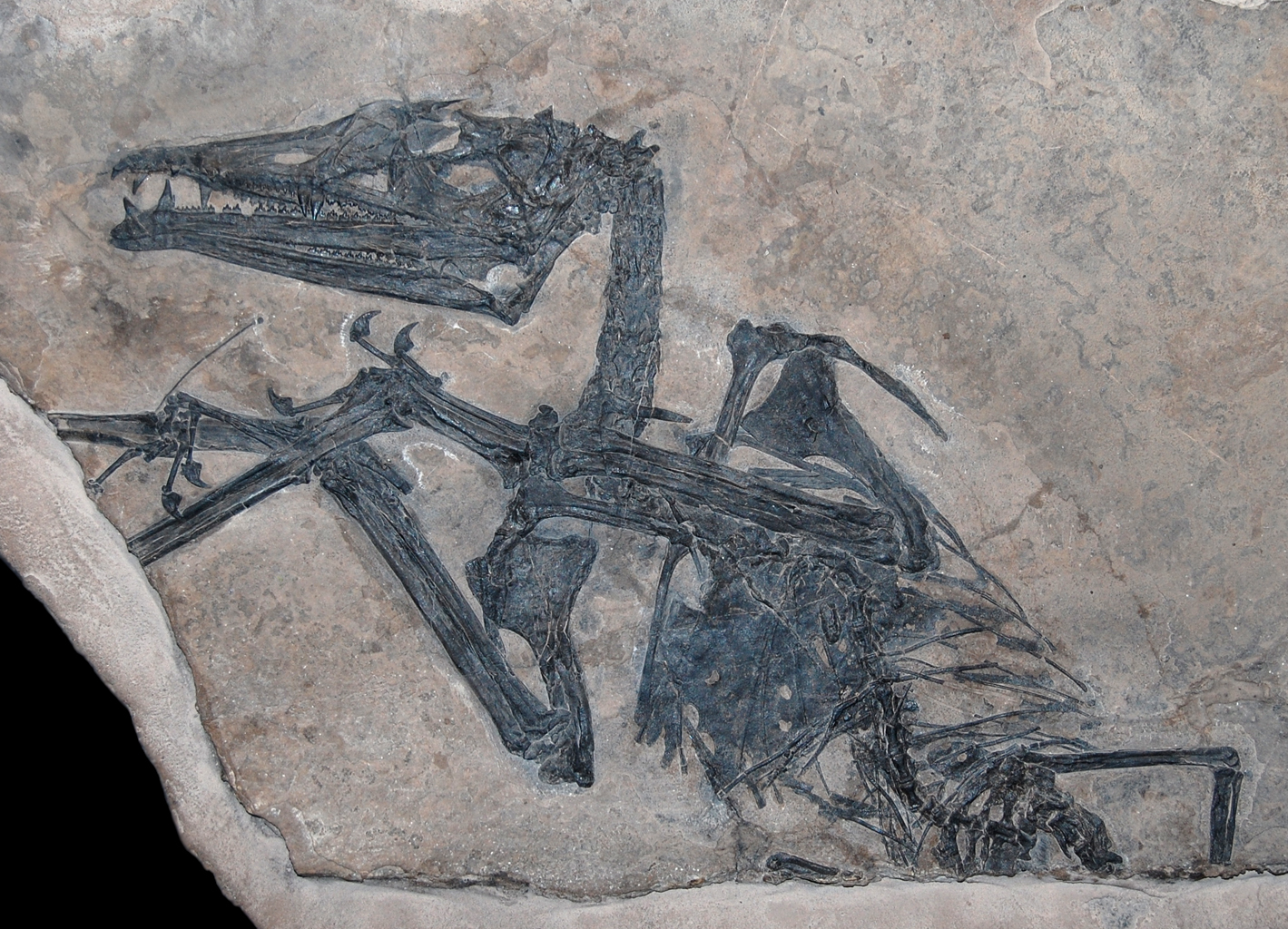
Holotype (MCSNB 2888) d'E. ranzii,.

Sa mâchoire montre une spécialisation, elle est particulièrement adaptée à la capture des poissons confirmée par la découverte de la présence de poisson du genre Parapholidophorus dans l'estomac d'un des fossiles. Son crâne diapside et pointu dispose d'un large espace crânien et d'orbites volumineuses. Il possédait plus d'une centaine de dents dont certaines à l'arrière de la mâchoire ont plus de cinq cuspides, les dents de devant sont particulièrement longues, acérées et portées vers l'avant. Il devait mesurer adulte entre 75 cm et 1 mètre d'envergure. Sa longue queue, renforcée de baguettes osseuses, se termine par une sorte de membrane en forme de losange comme d'autres Rhamphorhynchoidea. Les fossiles attribués à des juvéniles montrent en revanche des caractéristiques d'insectivores. Le bassin est supporté par plusieurs vertèbres fusionnées. Ils disposent des autres caractéristiques des ptérosaures permettant le vol actif.

## Classification
Ces fossiles disposent de caractéristiques dites reptiliennes qui semblent primitives et qui les rapprochent des autres archosaures, ce qui rend ces fossiles importants pour la classification. Par exemple, les dents multicuspides typiques d'autres ordres de reptiles ne se retrouvent pas chez les autres lignées de ptérosaures dont ceux du Jurassique. Cela permet de supposer que cette lignée est une branche qui s'est assez tôt différenciée de celle qui allait engendrer le plus grand nombre d'espèces de ptérosaures.
Le cladogramme suivant est obtenu après l'analyse en 2014 de Andres (d) et al. et reprise en 2015 par Upchurch et al..
|  | Preondactylus buffarinii  |
|  |                           |
|  | Austriadactylus cristatus |
|  |                           |

|  | Raeticodactylus filisurensis |
|  |                              |
|  | Caviramus schesaplanensis    |
|  |                              |

|  | Arcticodactylus cromptonellus                                                      |
|  |                                                                                    |
|  | \| \| Carniadactylus rosenfeldi \| \| \| \| \| \| Eudimorphodon ranzii \| \| \| \| |
|  |                                                                                    |
|  | Carniadactylus rosenfeldi                                                          |
|  |                                                                                    |
|  | Eudimorphodon ranzii                                                               |
|  |                                                                                    |

|  | Carniadactylus rosenfeldi |
|  |                           |
|  | Eudimorphodon ranzii      |
|  |                           |

|  | Raeticodactylus filisurensis |
|  |                              |
|  | Caviramus schesaplanensis    |
|  |                              |

|  | Arcticodactylus cromptonellus                                                      |
|  |                                                                                    |
|  | \| \| Carniadactylus rosenfeldi \| \| \| \| \| \| Eudimorphodon ranzii \| \| \| \| |
|  |                                                                                    |
|  | Carniadactylus rosenfeldi                                                          |
|  |                                                                                    |
|  | Eudimorphodon ranzii                                                               |
|  |                                                                                    |

|  | Carniadactylus rosenfeldi |
|  |                           |
|  | Eudimorphodon ranzii      |
|  |                           |

|  | Raeticodactylus filisurensis |
|  |                              |
|  | Caviramus schesaplanensis    |
|  |                              |

|  | Arcticodactylus cromptonellus                                                      |
|  |                                                                                    |
|  | \| \| Carniadactylus rosenfeldi \| \| \| \| \| \| Eudimorphodon ranzii \| \| \| \| |
|  |                                                                                    |
|  | Carniadactylus rosenfeldi                                                          |
|  |                                                                                    |
|  | Eudimorphodon ranzii                                                               |
|  |                                                                                    |

|  | Carniadactylus rosenfeldi |
|  |                           |
|  | Eudimorphodon ranzii      |
|  |                           |

|  | Raeticodactylus filisurensis |
|  |                              |
|  | Caviramus schesaplanensis    |
|  |                              |

|  | Arcticodactylus cromptonellus                                                      |
|  |                                                                                    |
|  | \| \| Carniadactylus rosenfeldi \| \| \| \| \| \| Eudimorphodon ranzii \| \| \| \| |
|  |                                                                                    |
|  | Carniadactylus rosenfeldi                                                          |
|  |                                                                                    |
|  | Eudimorphodon ranzii                                                               |
|  |                                                                                    |

|  | Carniadactylus rosenfeldi |
|  |                           |
|  | Eudimorphodon ranzii      |
|  |                           |

|  | Preondactylus buffarinii  |
|  |                           |
|  | Austriadactylus cristatus |
|  |                           |

|  | Raeticodactylus filisurensis |
|  |                              |
|  | Caviramus schesaplanensis    |
|  |                              |

|  | Arcticodactylus cromptonellus                                                      |
|  |                                                                                    |
|  | \| \| Carniadactylus rosenfeldi \| \| \| \| \| \| Eudimorphodon ranzii \| \| \| \| |
|  |                                                                                    |
|  | Carniadactylus rosenfeldi                                                          |
|  |                                                                                    |
|  | Eudimorphodon ranzii                                                               |
|  |                                                                                    |

|  | Carniadactylus rosenfeldi |
|  |                           |
|  | Eudimorphodon ranzii      |
|  |                           |

|  | Raeticodactylus filisurensis |
|  |                              |
|  | Caviramus schesaplanensis    |
|  |                              |

|  | Arcticodactylus cromptonellus                                                      |
|  |                                                                                    |
|  | \| \| Carniadactylus rosenfeldi \| \| \| \| \| \| Eudimorphodon ranzii \| \| \| \| |
|  |                                                                                    |
|  | Carniadactylus rosenfeldi                                                          |
|  |                                                                                    |
|  | Eudimorphodon ranzii                                                               |
|  |                                                                                    |

|  | Carniadactylus rosenfeldi |
|  |                           |
|  | Eudimorphodon ranzii      |
|  |                           |

|  | Raeticodactylus filisurensis |
|  |                              |
|  | Caviramus schesaplanensis    |
|  |                              |

|  | Arcticodactylus cromptonellus                                                      |
|  |                                                                                    |
|  | \| \| Carniadactylus rosenfeldi \| \| \| \| \| \| Eudimorphodon ranzii \| \| \| \| |
|  |                                                                                    |
|  | Carniadactylus rosenfeldi                                                          |
|  |                                                                                    |
|  | Eudimorphodon ranzii                                                               |
|  |                                                                                    |

|  | Carniadactylus rosenfeldi |
|  |                           |
|  | Eudimorphodon ranzii      |
|  |                           |

|  | Raeticodactylus filisurensis |
|  |                              |
|  | Caviramus schesaplanensis    |
|  |                              |

|  | Arcticodactylus cromptonellus                                                      |
|  |                                                                                    |
|  | \| \| Carniadactylus rosenfeldi \| \| \| \| \| \| Eudimorphodon ranzii \| \| \| \| |
|  |                                                                                    |
|  | Carniadactylus rosenfeldi                                                          |
|  |                                                                                    |
|  | Eudimorphodon ranzii                                                               |
|  |                                                                                    |

|  | Carniadactylus rosenfeldi |
|  |                           |
|  | Eudimorphodon ranzii      |
|  |                           |

### Publication originale
- [1973] (it) Rocco Zambelli, « Eudimorphodon ranzii gen. nov., sp. nov., Uno pterosauro Triassico », Rendiconti Istituto lombardo Sci Lett, vol. B, no 107,‎ 1973, p. 27-32 (lire en ligne).